# Abarema cochleata
Abarema cochleata és una espècie de llegum del gènere Abarema de la família Fabaceae.

## Variants
- Abarema cochleata var. moniliformis és una varietat vulnerable[1] endèmica dels boscos de Manaus, Brasil.[2]